# Dreieck Stuhr
Dreieck Stuhr is een knooppunt in de Duitse deelstaat Nedersaksen.
Hier sluit de A28 vanaf Dreieck Oldenburg-West aan op de A1 Heiligenhafen-Saarbrücken.

## Geografie
Het knooppunt ligt op het grondgebied van de stad Stuhr in het Landkreis Diepholz.
Nabijgelegen steden en dorpen zijn Delmenhorst en Groß Ippener. Nabijgelegen plaatsen zijn Groß Mackenstedt, Barkendamm en Stelle, alle drie zijn dit stadsdelen van Stuhr.
Het knooppunt ligt ongeveer 10 km ten zuidwesten van het centrum van Bremen, ongeveer 100 km ten noordwesten van Hannover en ongeveer 35 km ten zuidoosten van Oldenburg.
Het knooppunt ligt aan de rand van het natuurgebied Naturpark Wildeshauser Geest.

## Configuratie
Rijstrook
Nabij het knooppunt heeft de A 28 2x2 rijstroken en de A 1 heeft 2x3 rijstroken.
Alle verbindingswegen hebben één rijstrook.
Bijzonderheid
Op de A28 vormt het knooppunt een gezamenlijke afrit met de afrit Groß Mackenstedt.
Knooppunt
Het is een trompetknooppunt.

## Verkeersintensiteiten
Dagelijks passeren ongeveer 85.000 voertuigen het knooppunt.
| Van                           | Naar                  | Gemiddeld aantal voertuigen per dag | Percentage vrachtverkeer |
| ----------------------------- | --------------------- | ----------------------------------- | ------------------------ |
| AS Bremen/Brinkum (A 1)       | AD Stuhr              | 79.400                              | 20,0 %                   |
| AD Stuhr                      | AS Groß Ippener (A 1) | 50.300                              | 25,0 %                   |
| AS Dreieck Delmenhorst (A 28) | AD Stuhr              | 44.000                              | 14,6 %                   |

## Richtingen knooppunt
| Aansluitende wegen                                        | Aansluitende wegen | Aansluitende wegen | Aansluitende wegen | Aansluitende wegen                      |
| --------------------------------------------------------- | ------------------ | ------------------ | ------------------ | --------------------------------------- |
| richting Groß Mackenstedt / Stuhr Delmenhorst / Oldenburg |                    |                    |                    | richting Stuhr-Brinkum Bremen / Hamburg |
|                                                           |                    |                    |                    |                                         |
|                                                           |                    |                    |                    |                                         |
|                                                           |                    |                    |                    |                                         |
| richting Groß Ippener / Osnabrück                         |                    |                    |                    |                                         |